# 834 Burnhamia
A 834 Burnhamia (ideiglenes jelöléssel 1916 AD) a Naprendszer kisbolygóövében található aszteroida. Max Wolf fedezte fel 1916. szeptember 20-án.